# Calle Granada
La calle Granada es una vía peatonal del centro histórico de Málaga. Se trata de uno de los principales ejes viales de la antigua madina de Mālaqa, donde se asentaron las principales casas palacio de la época.

## Historia
A partir del 19 de agosto de 1487, cuando pasearon por ella los Reyes Católicos tras la toma de la ciudad, se denominó calle Real, pero más delante adoptó su nombre actual por ser lugar obligado para la salida en dirección a Granada, apareciendo en algunas fuentes como calle Real de Granada.
Debido a su condición de asentatmiento de grandes casas palacio, es muy mencionada en los libros de los Repartimientos. Gracias a esta fuente se puede saber que algunas de estas casas palacio nazaríes fueron convertidas en iglesias, conventos y otras dependencias eclesiásticas, como la Cárcel del Obispo frente a la iglesia de Santiago o la Casa de Recogidas.
Mediante una Real Cédula del 12 de febrero de 1501 se reglamentó la distribución de los oficios por calles, siendo la calle Real el lugar de asentamiento de los gremios de los zapateros, los borceguineros y los chapineros en su tramo inicial, a los que sue siguieron los herreros y los caldereros, si bien estos último fueron después trasladados a la actual calle Calderería debido a las molestias que causaban.
Aunque la calle ha sufrido nummerosas transformaciones, aún se conservan algunas reliquias de la ciudad muslmanas como las denominadas "barreras", estrechos callejones sin salida que servía para acceder algunas viviendas y que son una muestra de las precarias condiciones de salubridad que se daban por entonces.

## Recorrido

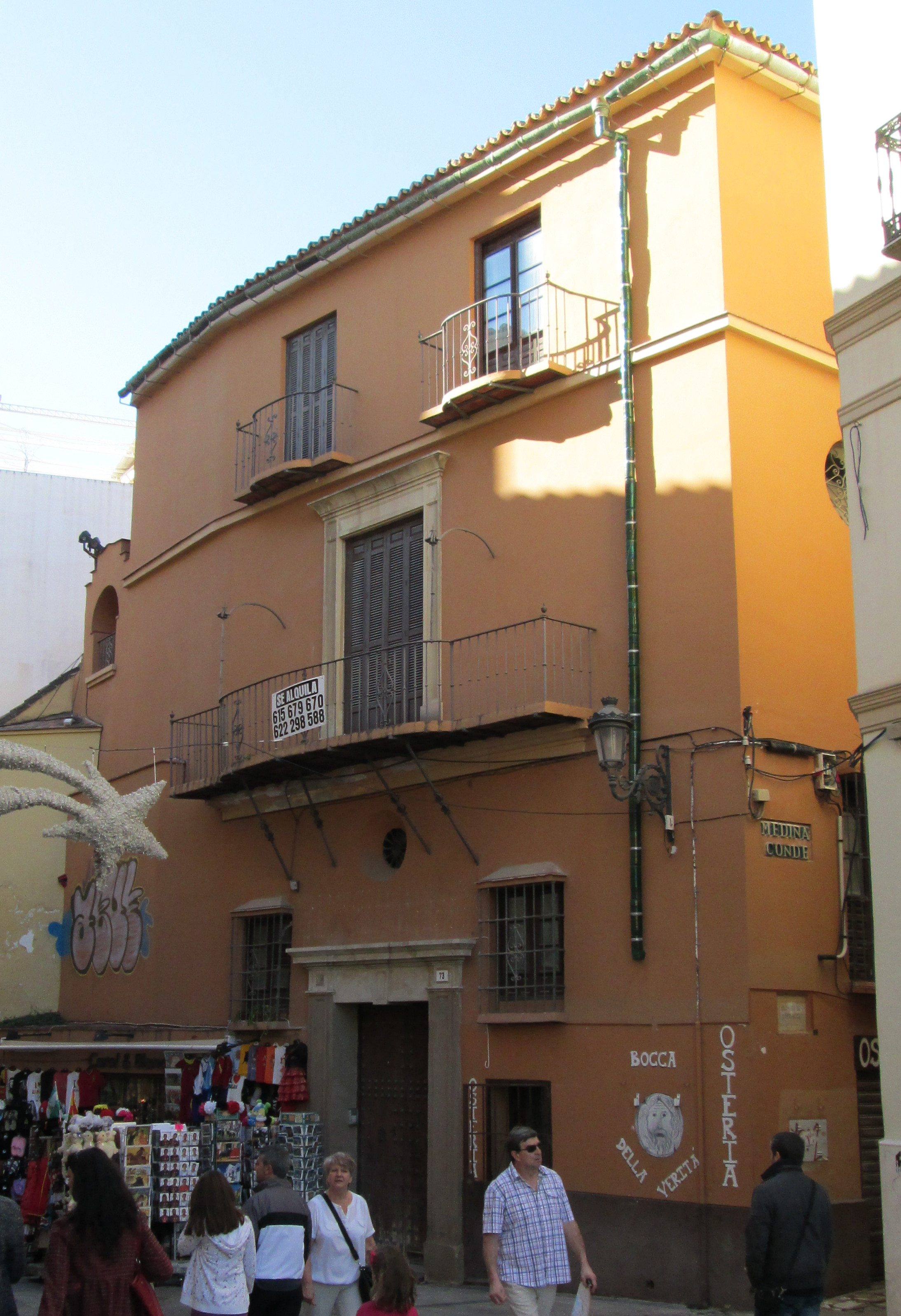
Casa barroca de calle Granada.

Su trazado es serpenteante de Este a Oeste y aproximadamente 500 metros, partiendo del extremo norte de la Plaza de la Constitución hasta la Plaza de la Merced. Es larga y estrecha, propia del trazado urbano musulmán. Su trazado sinuoso tiene origen en el antiguo cauce de los arroyos del Calvario y de la Torrentera. 
Parte de la Plaza de la Constitución a la altura de la intersección entre esta plaza con la propia vía y con la Calle Santa María. Se cruza con el Pasaje Heredia y las calles Santa Lucía y Ángel, donde hace un ángulo hacia la derecha y se cruza con las calles de Sánchez Pastor y de la Calderería. Este es el punto de mayor anchura de la calle y aquí se encuentra el edificio de la sede del Liceo de Málaga. Continuando hacia el este se encuentra la Plaza del Siglo, en el punto de intersección con las calles de Molina Lario y del Duque de la Victoria. En esta plaza se encuentra la sede del Patronato Provincial de Turismo de la Costa del Sol y la escultura Panta rei de Blanca Muñoz.
A continuación, la Calle Granada deja a sus lados las calles Moratín, José Denis Belgrano y Echegaray. El siguiente tramo contiene las confluencias de las calles San José, San Agustín (donde se ubica el Museo Picasso Málaga) y Beatas. Tras una curva hacia el norte nos encontramos con la judería de Málaga en el lado derecho donde encontramos la Bodega El Pimpi, el torreón mudéjar y la futura Plaza de Sefarad (donde se ubicará una sinagoga y un museo sefardí y que enlazará con la Calle Alcazabilla). En el lateral izquierdo encontramos el conocido como Palacio del Marqués de la Sonora y sus edificios colindantes en proceso de reforma para albergar un hotel. Tras el cruce con la Calle de Santiago encontramos la Iglesia de Santiago Apóstol y el cruce con las calles Tomás de Cózar y Medina Conde antes de llegar a la Plaza de la Merced.